# Anthophila alpinella
Anthophila alpinella là một loài bướm đêm thuộc họ Choreutidae. Nó được tìm thấy ở đông bắc Hoa Kỳ và miền nam Canada tới British Columbia, dãy núi Rocky, và dọc theo bờ biển Thái Bình Dương tới Marin County.
Ở Canada, cá thể trưởng thành được ghi nhận từ đầu tháng 6 tới đầu tháng 7 và vào tháng 9.
Ấu trùng ăn các loài Urtica, bao gồm Urtica dioica. Chúng tạo thành một mạng lưới ở phía đầu lá của thực vật chủ. Ấu trùng có thể được tìm thấy vào tháng 4, tháng 7 và tháng 8.